# Thomas Hörl
Pour les articles homonymes, voir Hörl.
Thomas Hörl, né le 20 août 1981 à Saalfelden (Land de Salzbourg), est un sauteur à ski autrichien.

## Biographie
Il est principalement connu pour avoir détenu, un court instant, le record du monde de la discipline avec un saut à 224,5 mètres en mars 2000 à Planica (Slovénie). Son record est amélioré deux jours plus tard par l'autrichien Andreas Goldberger avec un saut à 225 m.
Dans la Coupe du monde, il fait ses débuts en janvier 2000 à Bischofshofen, pour marquer ses premiers points deux semaines plus tard à Hakuba avec une 18e place, qui restera son meilleur résultat à ce niveau.
Il prend sa retraite sportive en 2003.

## Palmarès

### Coupe du monde
- Meilleur classement général : 59e en 2000.
- Meilleur résultat individuel: 18e.

### Coupe continentale
- 4e du classement général en 2000.